# 孫玄
孫玄（1531年—1604年），字叔乾，號太宇，又號两川，山東兗州府東平州人，民籍，明朝政治人物。

## 生平
嘉靖四十年（1561年）辛酉科山東鄉試第十九名，萬曆五年（1577年）丁丑科會試第二百五名，登三甲第二百一十六名進士。本年授南京户部主事，万历十一年（1583年）復除户部主事。官至四川右参政，万历二十一年（1593年）二月考察致仕歸。三十二年卒，享年七十四。

## 家族
曾祖孫逵，字天衢，曾任崞县知縣，卒年九十余；祖父孫奉宗，曾任散官；父孫存義，曾任應州知州。母李氏。